# Galeria Nowych Mistrzów
Galeria Nowych Mistrzów – galeria sztuki w Dreźnie, mieszcząca się (obok innych galerii) w murach Albertinum. Należy do najważniejszych w Niemczech muzeów sztuki nowoczesnej. Ma w swych zbiorach około 2500 obrazów takich twórców jak: Caspar David Friedrich, Adrian Ludwig Richter, Lovis Corinth, Max Liebermann, Max Slevogt, Otto Dix, Arnold Böcklin, Paul Gauguin, Vincent van Gogh, Ernst Ludwig Kirchner, Paul Klee, Claude Monet, Edvard Munch, Emil Nolde, Karl Schmidt-Rottluff i in.

## Historia zbiorów

### XIX wiek

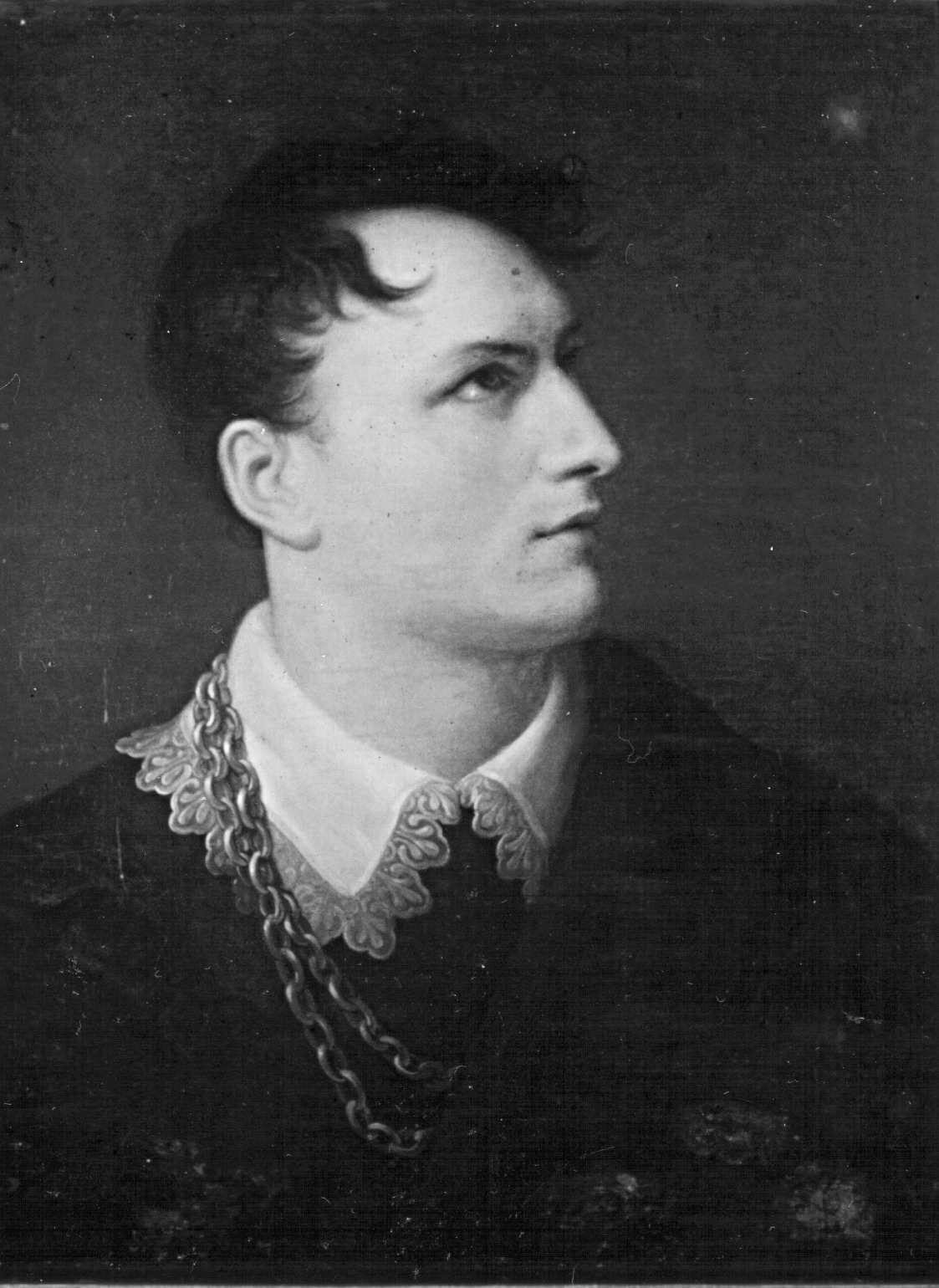
Bernhard von Lindenau, inicjator dzisiejszej Galerii Nowych Mistrzów

Galeria Nowych Mistrzów jest jednym z najważniejszych muzeów sztuki współczesnej niemieckich. Początki jej zbiorów sięgają roku 1843, kiedy saksoński minister stanu i kolekcjoner sztuki Bernhard von Lindenau (od 1830 roku kierownik Muzeów Królewskich) wyasygnował znaczące fundusze na zakup współczesnych dzieł sztuki. Zakupiono je dla Drezdeńskiej Galerii Obrazów (Dresdner Gemäldegalerie) w ramach której utworzono Dział Sztuki Nowoczesnej (Moderne Abteilung). W 1848 roku inicjatywę zakupu nowych obrazów poparła Rada Akademicka (Akademische Rat) zarządzająca Akademią Sztuk Pięknych w Dreźnie i Galerią obrazów, przeznaczając na ten cel 50% swoich dochodów netto uzyskanych ze wszystkich wystaw sztuki akademickiej. Ponieważ środki te były ograniczone, postanowiono skoncentrować zakupy na malarstwie niemieckim. Początki kolekcji były skromne. Do 1882 roku znalazły się w niej tylko cztery główne dzieła niemieckiego romantyzmu: Dwaj mężczyźni kontemplujący księżyc i Dolmen jesienią Caspara Davida Friedricha oraz Orszak weselny wiosną i Przejazd przez Łabę przy zamku Střekov Adriana Ludwiga Richtera.
W latach 80. pojawiły się w kolekcji niektóre dzieła mieszczańskiego malarstwa rodzajowego, jak Pożegnanie dojarki Franza von Defreggera, czy Za kurtyną Ludwiga Knausa. Dzieła wysokiej rangi znalazły się w galerii dopiero po objęciu funkcji jej dyrektora przez Karla Woermanna; były to między innymi: Rynek w Weronie i Kazanie w starym kościele klasztornym w Berlinie Adolpha Menzela, tryptyk Święta noc i Bawarski dobosz Fritza von Uhde, Autoportret i Strażnik doliny Hansa Thomasa oraz Pan i Syrinx i Wojna Arnolda Böcklina.
Po międzynarodowej wystawie sztuki w 1897 roku w Dreźnie zakupiono dla galerii obrazy artystów zagranicznych, jak Wieczorna modlitwa Eugène'a Laermana, czy Fryszer Constantina Meuniera.

### XX wiek

#### 1900–1945
W 1909 roku w kolekcji pojawił się pierwszy obraz reprezentujący francuski impresjonizm: Skarpa nad Sekwaną kolo Lavacourt Claude’a Moneta. Lipski kolekcjoner przekazał galerii w darze dziewięć obrazów Josepha Antona Kocha i Adriana Ludwiga Richtera. W 1910 roku funkcję dyrektora galerii przejął z rąk Karla Woermanna Hans Posse. Za jego kadencji ustalił się podział kolekcji Galerii Nowych Mistrzów na trzy działy tematyczne: niemiecki romantyzm, mieszczański realizm II połowy XIX wieku i impresjonizm.
W roku 1911 powołano do życia Drezdeńskie Towarzystwo Muzealne (Dresdner Museumsverein), a w 1917 Towarzystwo Patronackie Galerii Obrazów (Patronatsverein der Gemäldegalerie). Dzięki nim wydatnie polepszyło się finansowe wsparcie galerii. Zakupiono kolejne obrazy Caspara Davida Friedricha, Adriana Ludwiga Richtera i Carla Gustava Carusa oraz dzieła takich twórców jak: Carl Blechen, Johan Christian Clausen Dahl, Ferdinand Georg Waldmüller i Ferdinand von Rayski. W tym czasie zakupiono też szczególnie wiele prac niemieckich impresjonistów, takich jak Max Liebermann, Lovis Corinth i Max Slevogt.
W latach 20. ze względu na powszechne po I wojnie światowej nastroje antyfrancuskie zakupom dzieł francuskich impresjonistów i postimpresjonistów towarzyszyły zacięte debaty w saksońskim landtagu. Ostatecznie w kolekcji pojawiły się prace takich twórców jak: Édouard Manet, Claude Monet, Auguste Renoir, Edgar Degas, Henri de Toulouse-Lautrec i Paul Gauguin, a ponadto Holender Vincent van Gogh, Belg James Ensor i Norweg Edvard Munch.
W 1931 roku z działu sztuki nowoczesnej (Moderne Abteilung) Drezdeńskiej Galerii Obrazów (Dresdner Gemäldegalerie) wyodrębniono samodzielną Galerię Nowych Mistrzów (Galerie Neue Meister), mieszczącą się w pałacu Sekundogenitur przy Tarasach Brühla (do 1945 roku). Powstał wówczas nowy, czwarty dział kolekcji, złożony z dzieł ekspresjonizmu i kubizmu, reprezentowanych przez prace takich artystów, jak: Max Beckmann, Ernst Ludwig Kirchner, Paul Klee, Emil Nolde, Edvard Munch, Max Pechstein, Karl Schmidt-Rottluff (założyciel ugrupowania Die Brücke), Marc Chagall, Lyonel Feininger, czy Oskar Kokoschka.
Po przejęciu władzy przez nazistów w 1933 roku, podjęta została w 1937 roku akcja zwalczania „sztuki wynaturzonej”, w ramach której zajęto 437 dzieł sztuki z Galerii Nowych Mistrzów oraz dzieła z Gabinetu Miedziorytów (Kupferstich-Kabinett) i ze Zbioru Rzeźby (Skulpturensammlung) i sprzedano za granicę. Były to głównie prace ekspresjonistów (Dix, Nolde, Hofer, Kokoschka, Grosz, Schmidt-Rottluff, Feininger, Klee, Corinth, Liebermann i inni).
Podczas bombardowania Drezna 13 lutego 1945 spłonęło 196 obrazów załadowanych na samochód ciężarowy; wśród zniszczonych dzieł znalazły się też obrazy z Galerii Nowych Mistrzów (Courbet, Böcklin, Feuerbach, Hodler, Liebermann, Puvis de Chavannes, von Schwind i inni).

#### Po 1945
Po wojnie niewielki wybór dzieł kolekcji był początkowo eksponowany w pałacu w Pillnitz. Część dzieł zagrabionych w wyniku wojny przez ZSRR powróciła do Drezna. Instytucjonalnie Galeria Nowych Mistrzów została założona dopiero w 1959 roku. Od 1965 roku mieści się ona w Albertinum przy Tarasach Brühla.
W czasach NRD Galeria Nowych Mistrzów nabyła lub odkupiła niektóre obrazy Hofera, Feiningera, Noldego, Purrmanna i Schmidt-Rottluffa. Za najbardziej wartościowy zakup w owym czasie uważany jest tryptyk Wojna Otto Dixa z 1932 roku, główne dzieło epoki Nowej Rzeczowości (kupiony w 1968 roku).
W dziale Socjalistycznej Sztuki Współczesnej (Sozialistische Gegenwartskunst) są eksponowane znaczące prace artystów NRD, takich jak: Otto Nagel, Werner Tübke, Josef Hegenbarth, Wolfgang Mattheuer Willi Sitte, Max Lingner, Wilhelm Rudolph, Paul Michaelis oraz obrazy malarzy z krajów socjalistycznych.

### Galeria Nowych Mistrzów obecnie
Zbiory Galerii Nowych Mistrzów obejmują około 2500 obrazów z XIX i XX wieku, w tym najważniejsze dzieła malarskie niemieckiego romantyzmu (Caspar David Friedrich, Carl Gustav Carus i Adrian Ludwig Richter), realizmu mieszczańskiego, stylu biedermeier i niemieckiego impresjonizmu (Lovis Corinth, Max Slevogt i Max Liebermann) i ekspresjonizmu, ponadto malarstwo francuskie, polskie, rumuńskie, węgierskie i belgijskie, obrazy Otto Dixa, Nowej Rzeczowości i sztuki z okresu powojennego. Dzieła te są częściowo prezentowane wraz z rzeźbami (m.in. Thorvaldsena, Rodina i Barlacha).
Obecne działania galerii skupiają się zakupie prac niemieckiego i światowego malarstwa współczesnego. Z pomocą w tym względzie przychodzi jej założone 1994 roku Towarzystwo Sztuki Nowoczesnej w Dreźnie t.z. (Gesellschaft für Moderne Kunst in Dresden e.V.). Postawiło ono sobie za cel wspieranie Galerii Nowych Mistrzów między innymi w zakupach dzieł sztuki do jej kolekcji oraz przyczynianie się do popularyzacji sztuki współczesnej. Z funduszy zgromadzonych przez Towarzystwo zakupiono prace takich artystów jak między innymi: Dan Graham (Pawilon z bramami w kształcie chińskiego księżyca – model, 1991), Maria Lassnig (Dzieci wojny, 1960/61), Luc Tuymans (Architekt, 1997/98), Miriam Cahn (bez tytułu, 1997), Candida Höfer (Circolo Degli Artisti Turin II, 1994; Albertinum Dresden II, 1999), David Claerbout (Pianista, 2002 – wideo), Eberhard Havekost (Max Headroom 2, 2003; Trash 1, 2003; Glas B07, 2007), Thoralf Knobloch (Nossen, 2003; Szyld na piasku, 2010), Ena Swansea (Zamarznięty ocean, 2006), Beate Gütschow (S#14, 2005), Johannes Kahrs (bez tytułu, 2008), Robert Lucander (Team, 2008), Marwan Kassab-Bachi (Marionetka, 2006), Petra Kasten (Wielkanoc, 2005).
Nowością jest obecność w zbiorach galerii (na zasadzie długoterminowego wypożyczenia) około 40 dzieł Gerharda Richtera, pochodzących zarówno z kolekcji artysty, jak i ze zbiorów prywatnych. Od sierpnia 2004 roku są one eksponowane w trzech tzw. salach Richtera (Gerhard-Richter-Räume).

## Galeria

### Niemiecki romantyzm

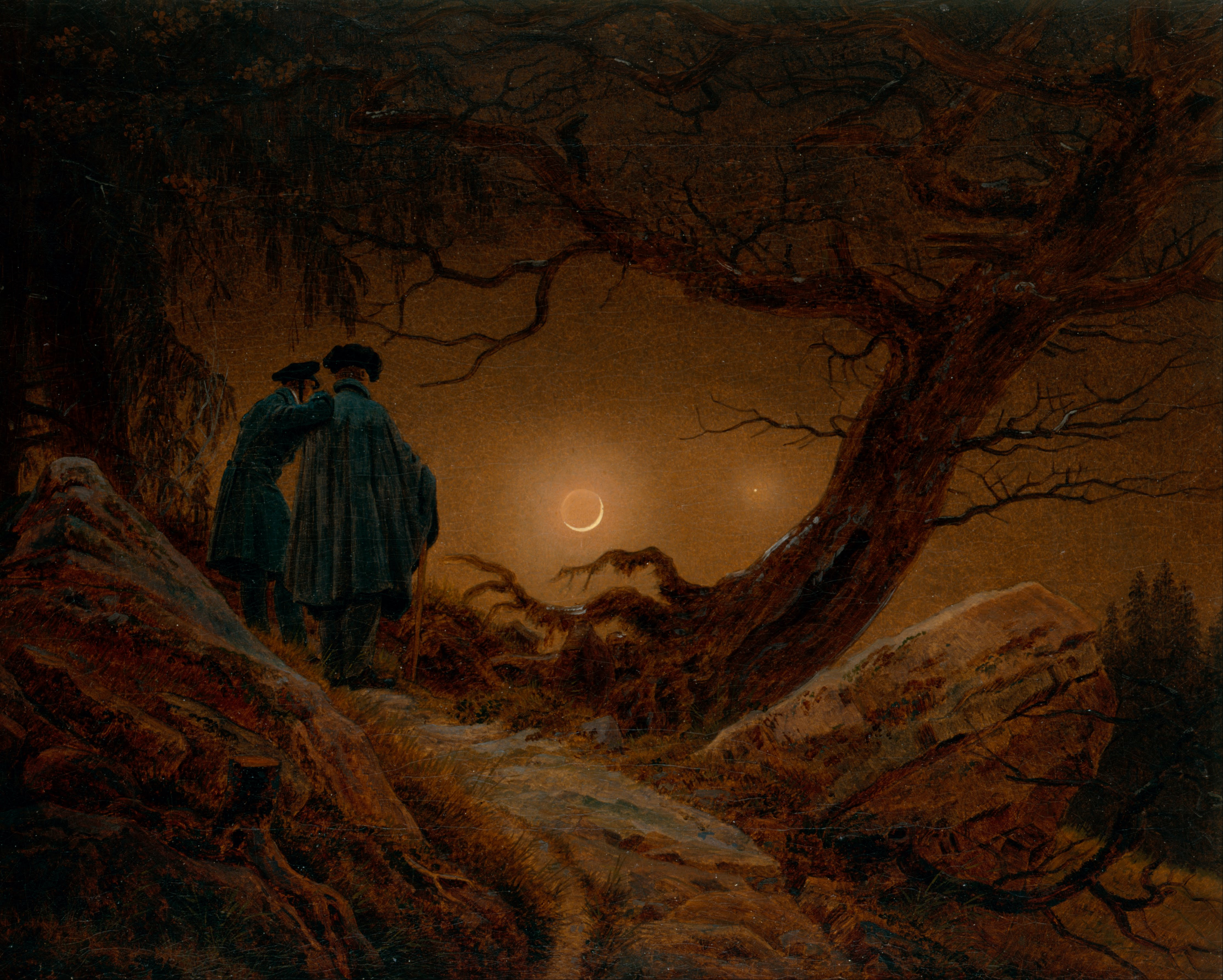
Caspar David Friedrich, Dwaj mężczyźni kontemplujący księżyc, 1819–1820
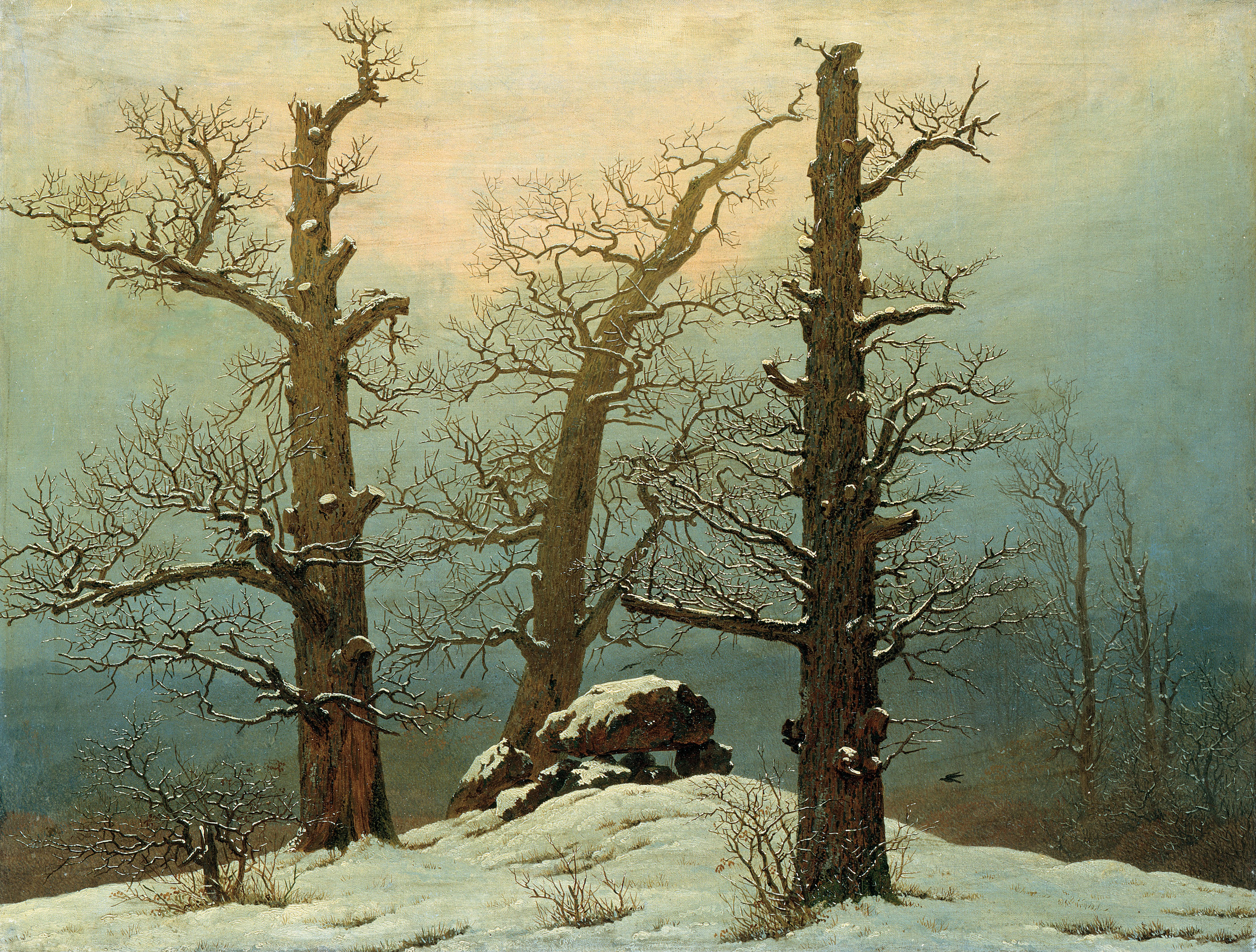
Caspar David Friedrich, Dolmen w śniegu, 1828
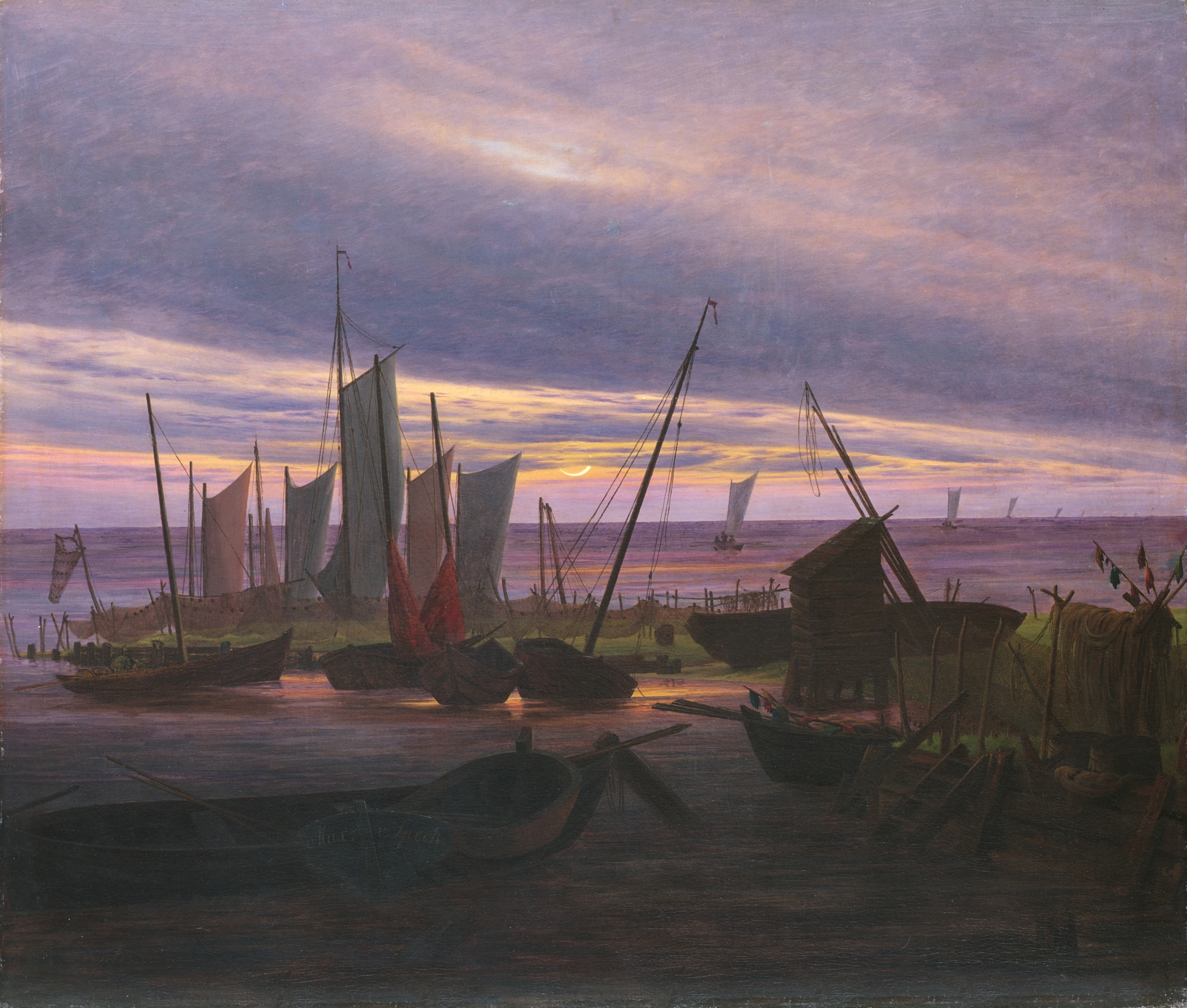
Caspar David Friedrich, Statki w porcie wieczorem, ok. 1828
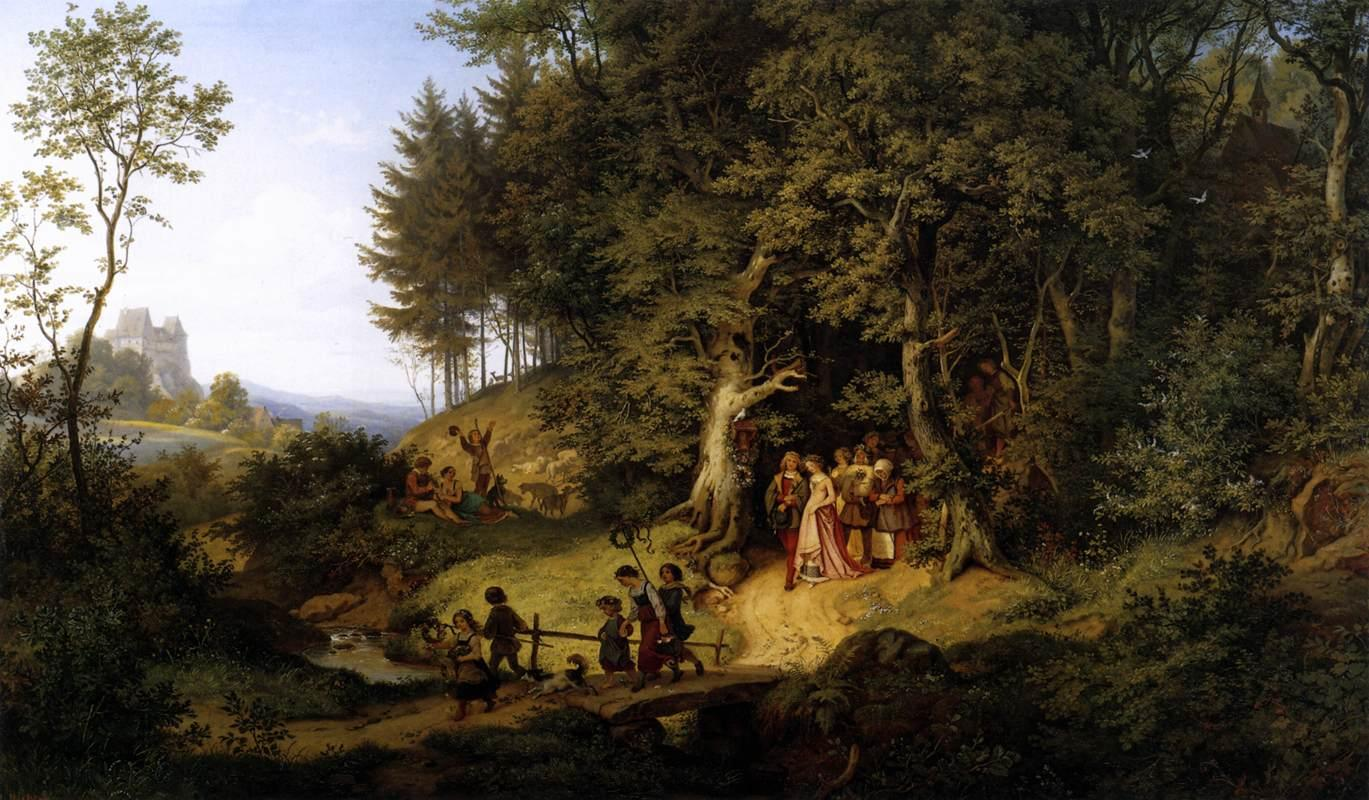
Adrian Ludwig Richter, Orszak weselny wiosną, 1847

### Realizm

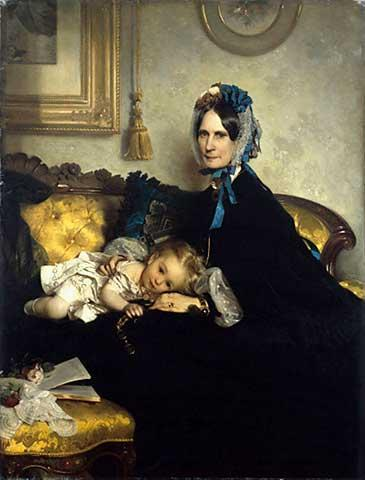
Julius Scholtz(inne języki), Babcia z wnuczkiem, 1863
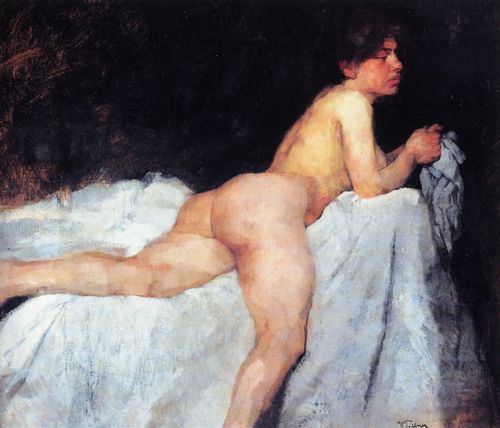
Wilhelm Trübner(inne języki), Akt kobiecy leżący, 1872/1873
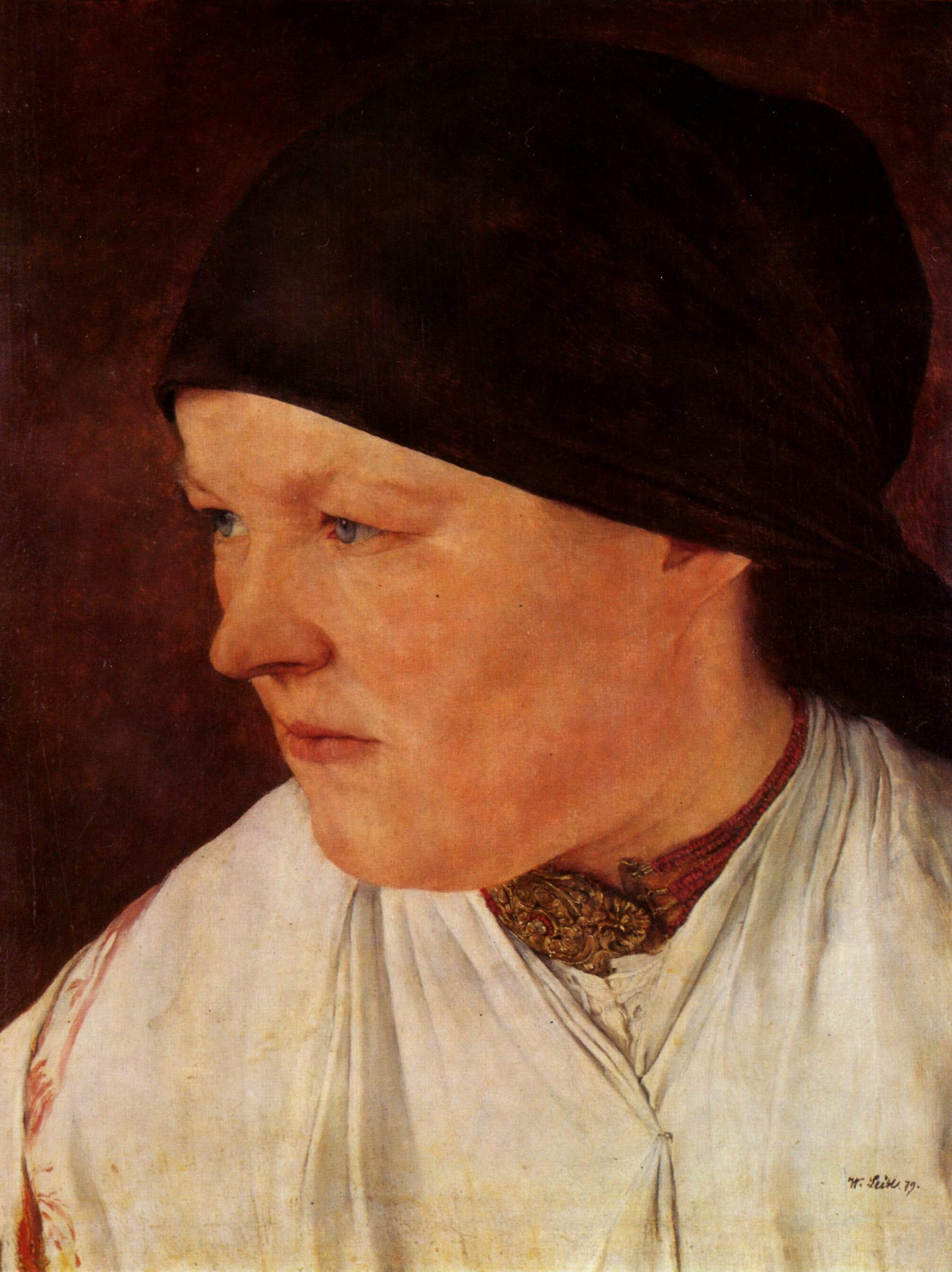
Wilhelm Leibl, Głowa wiejskiej dziewczyny, 1979
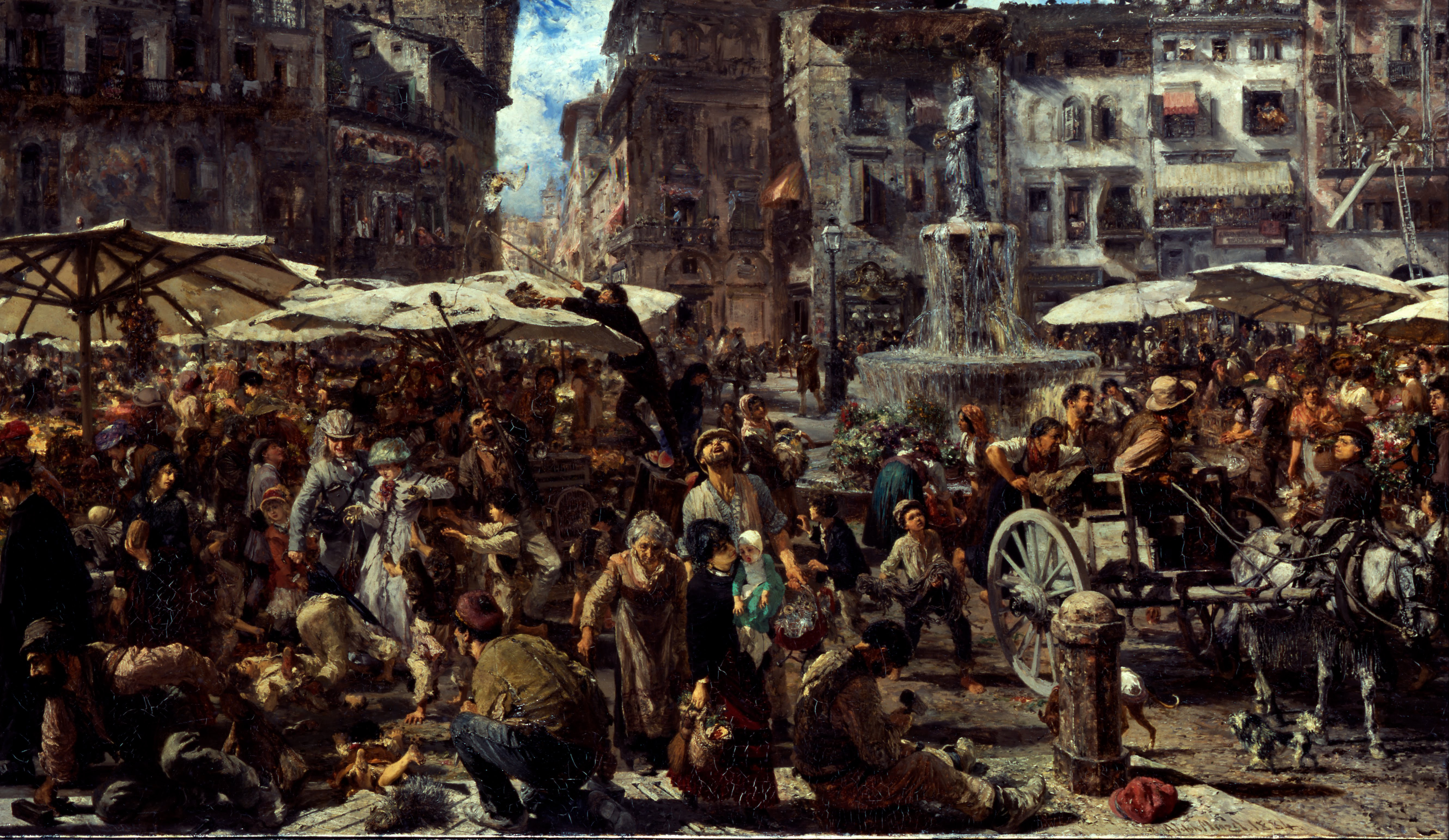
Adolph Menzel, Piazza d’Erbe w Weronie, 1884

### Impresjonizm i postimpresjonizm

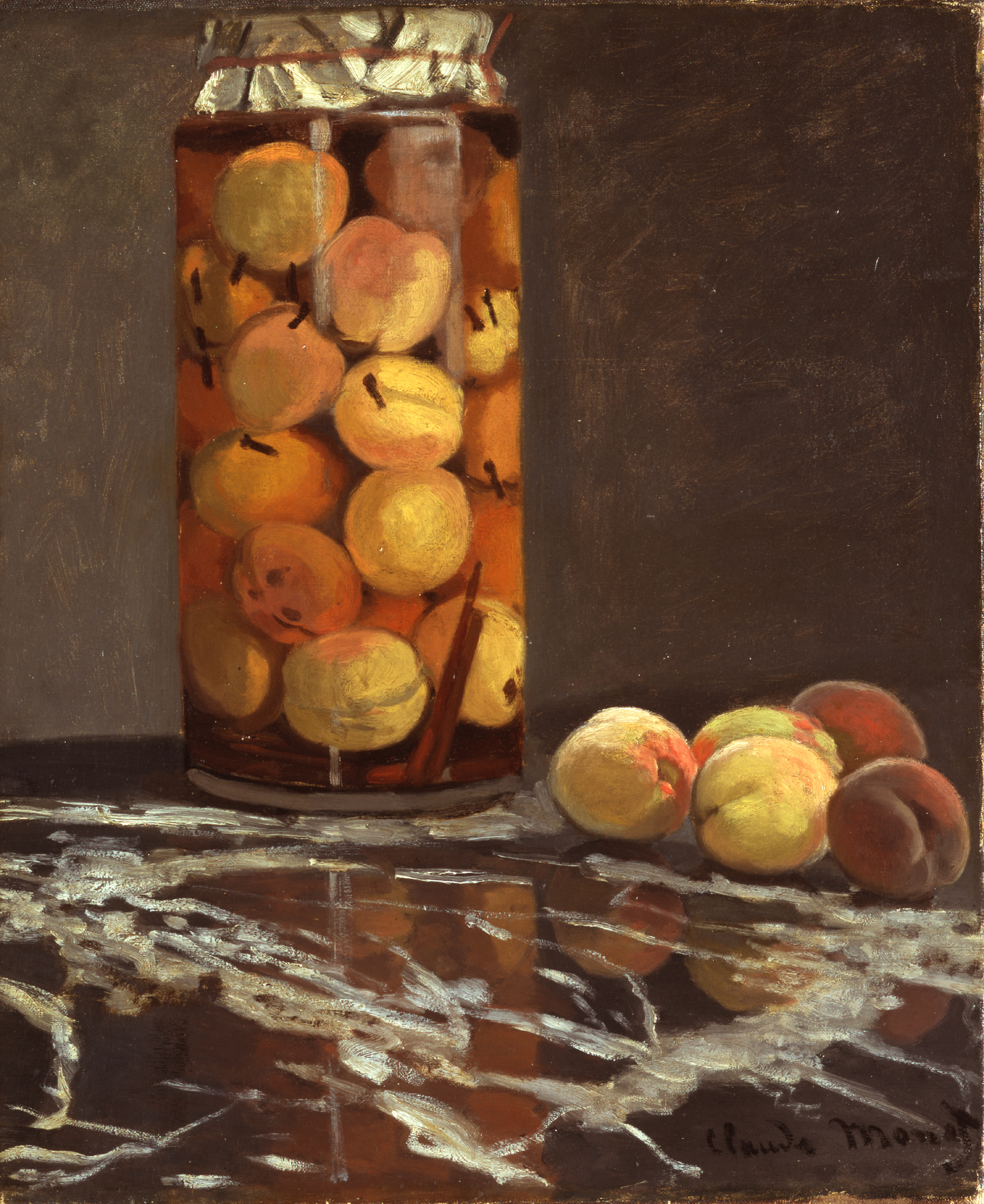
Claude Monet, Słoik brzoskwiń, 1866
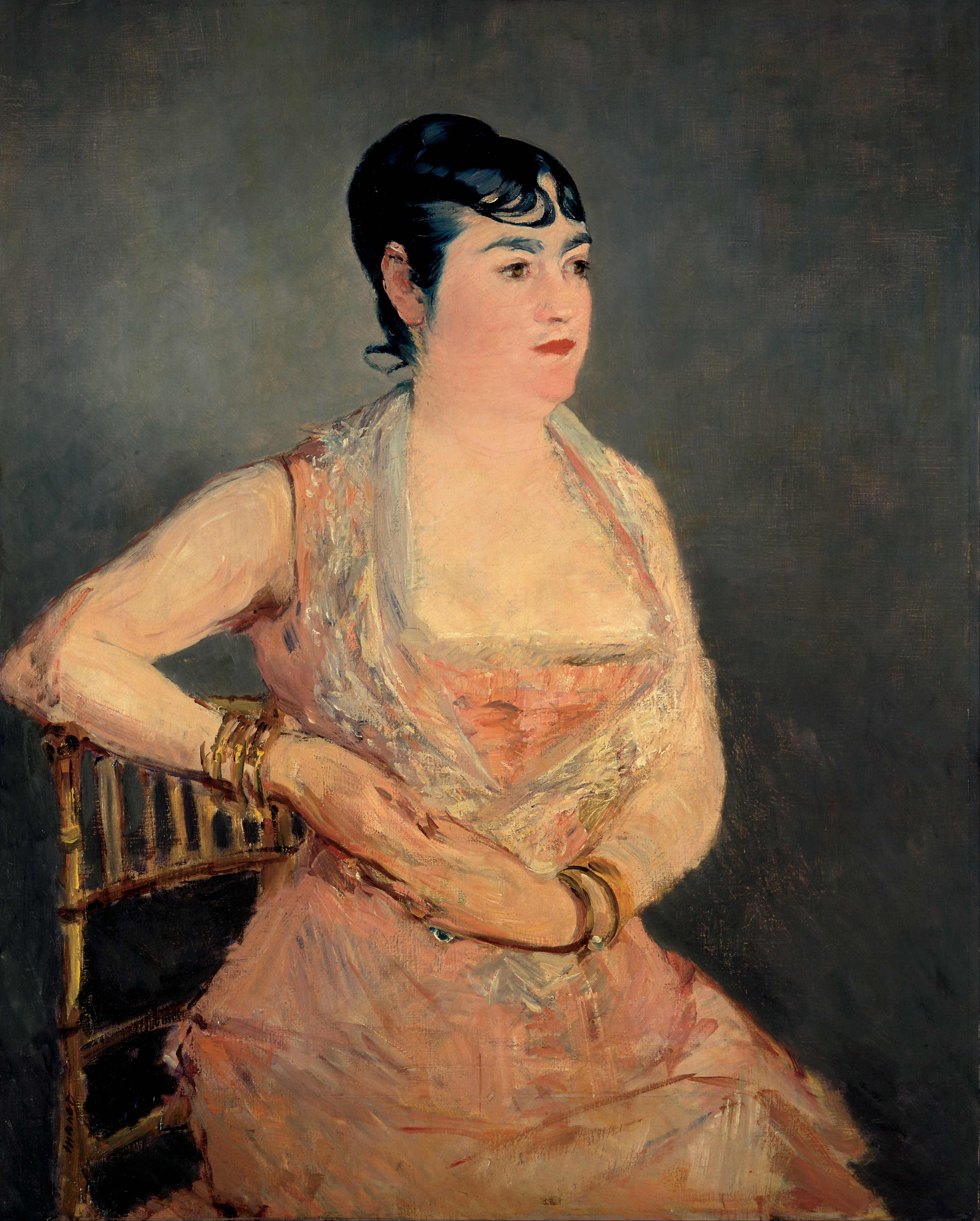
Édouard Manet, Dama w różu, 1879–1881
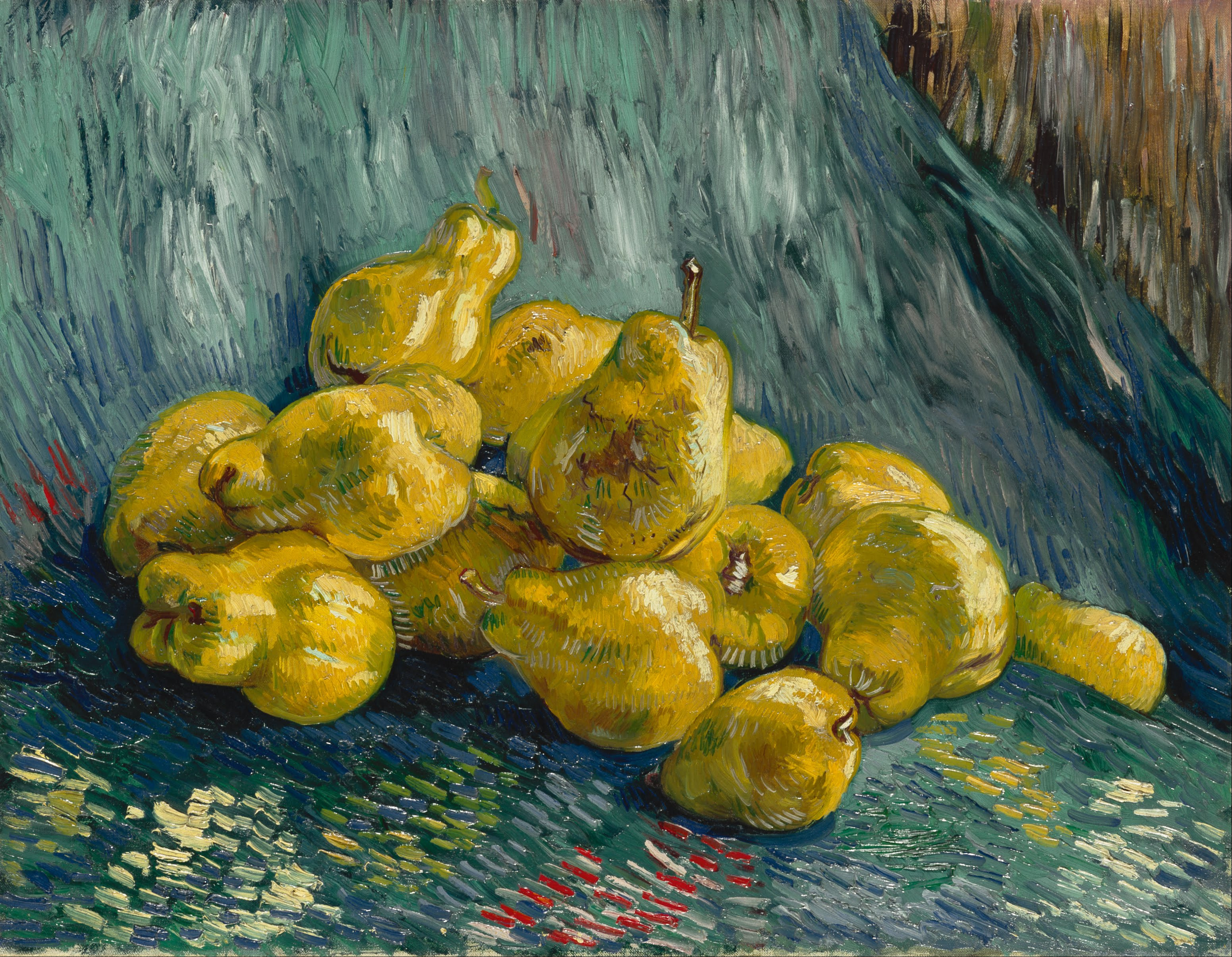
Vincent van Gogh, Martwa natura z gruszkami, 1887/88
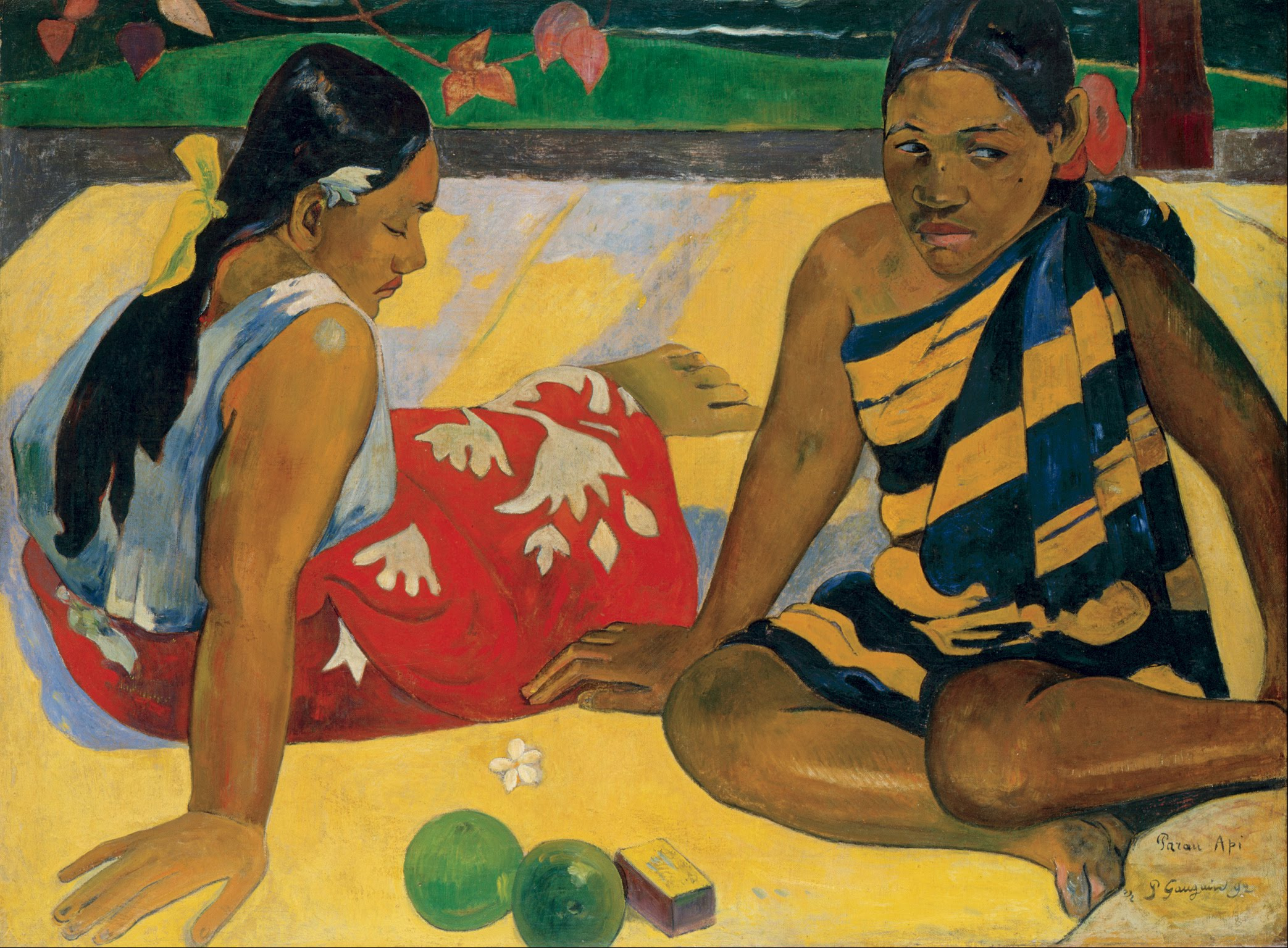
Paul Gauguin, Parau Api, 1892
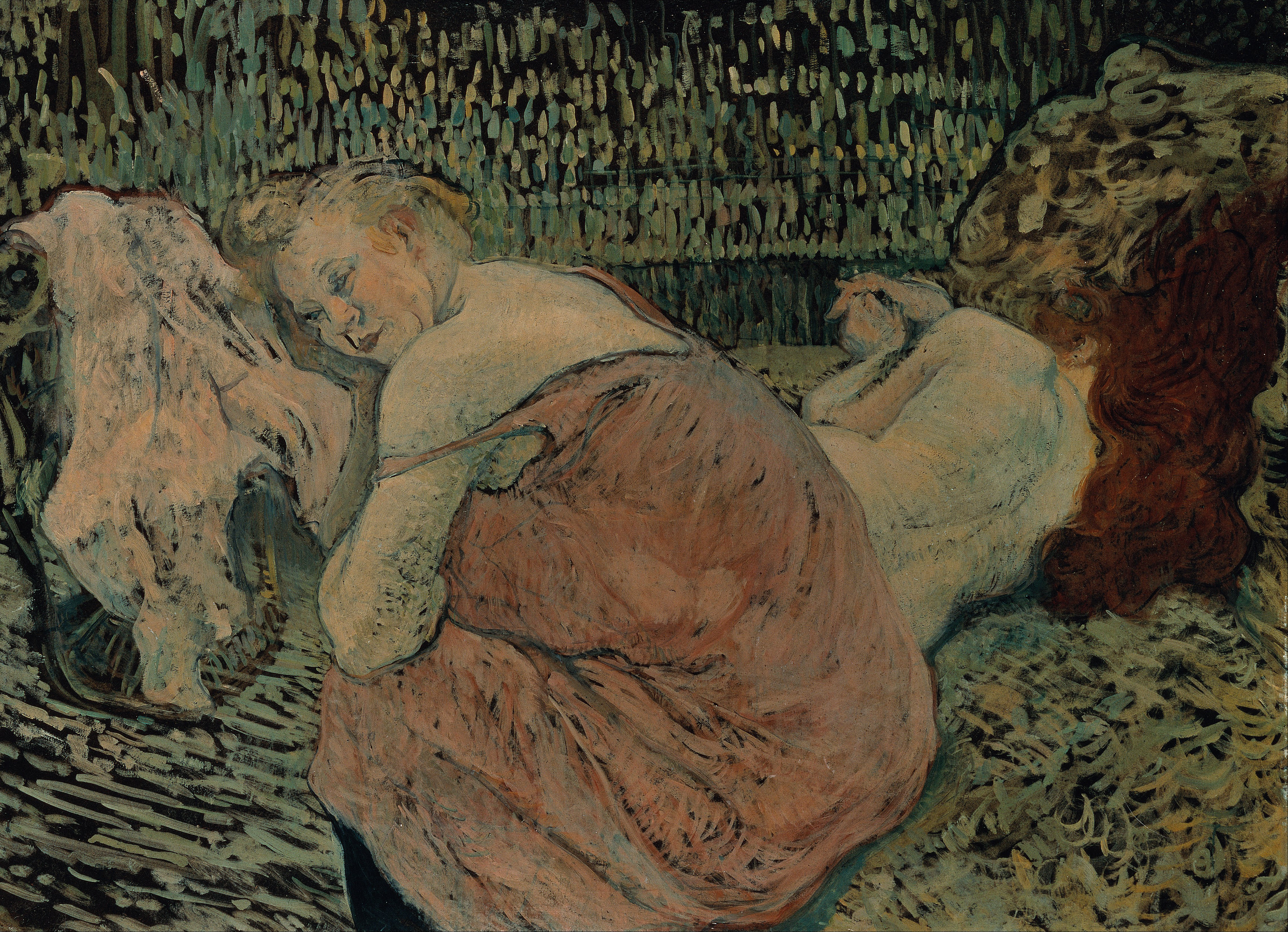
Henri de Toulouse-Lautrec, Dwie przyjaciółki, 1895
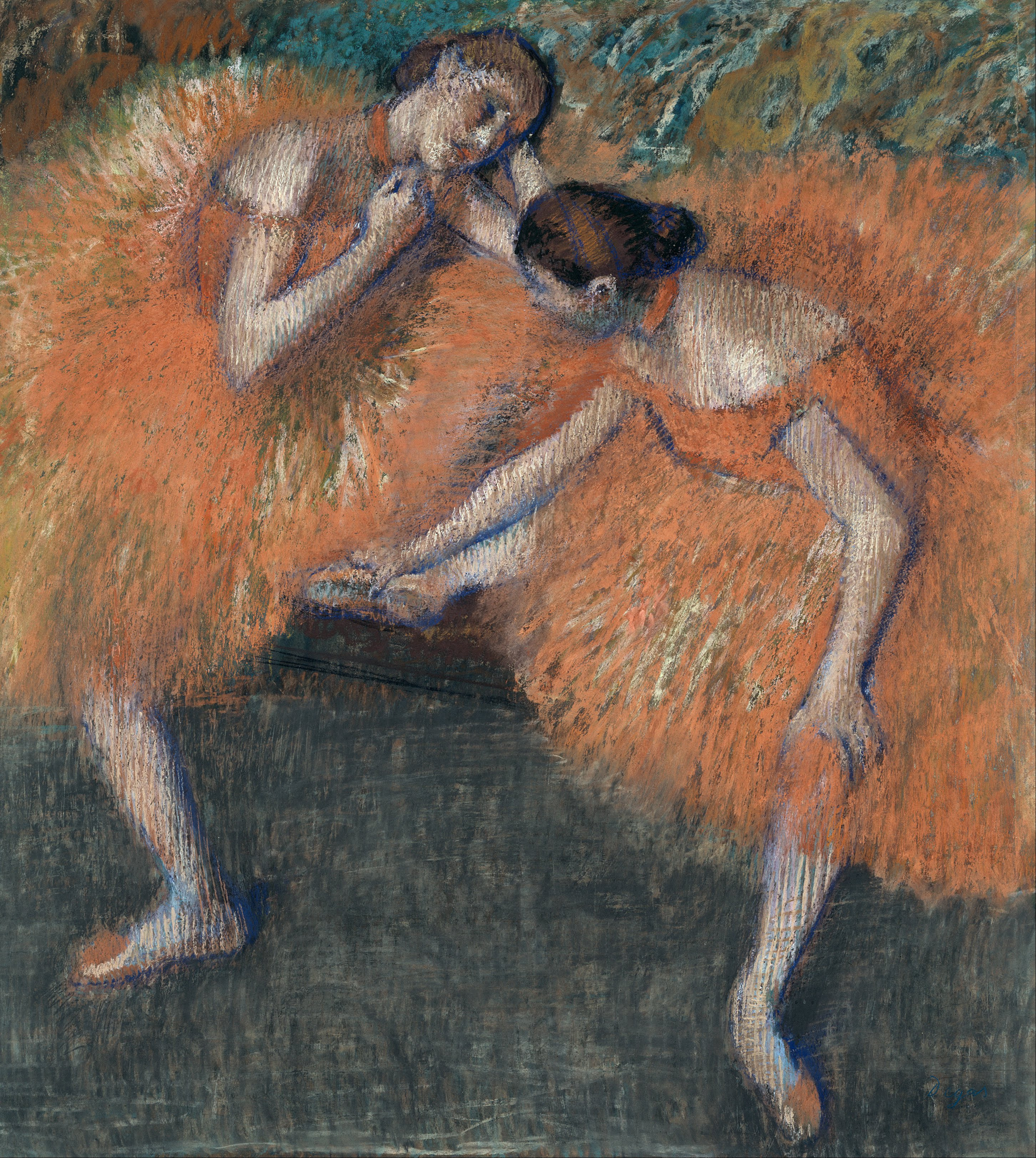
Edgar Degas, Dwie tancerki, ok. 1898
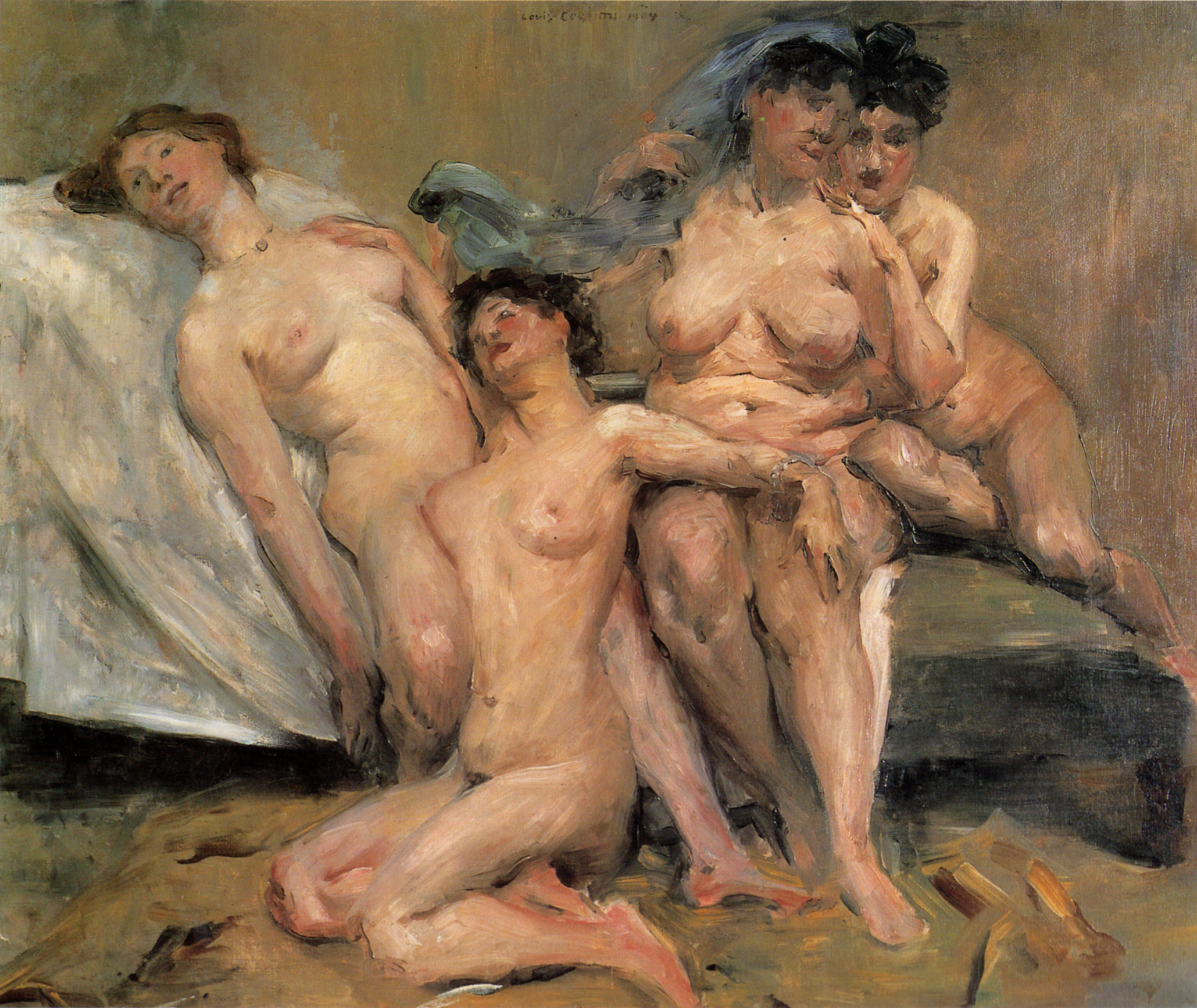
Lovis Corinth, Grupa kobiet, 1904
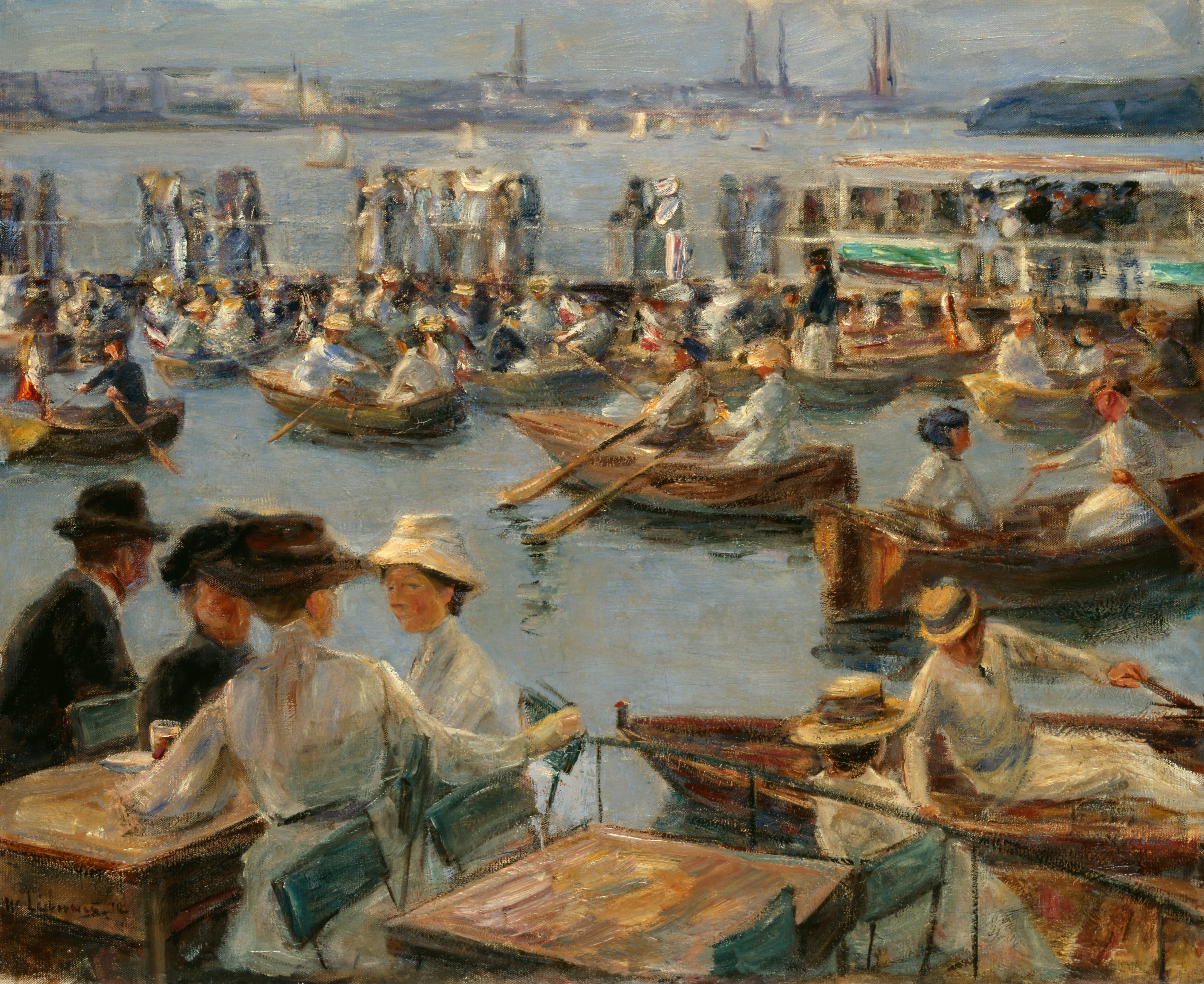
Max Liebermann, Nad Alster w Hamburgu, 1910

### Ekspresjonizm

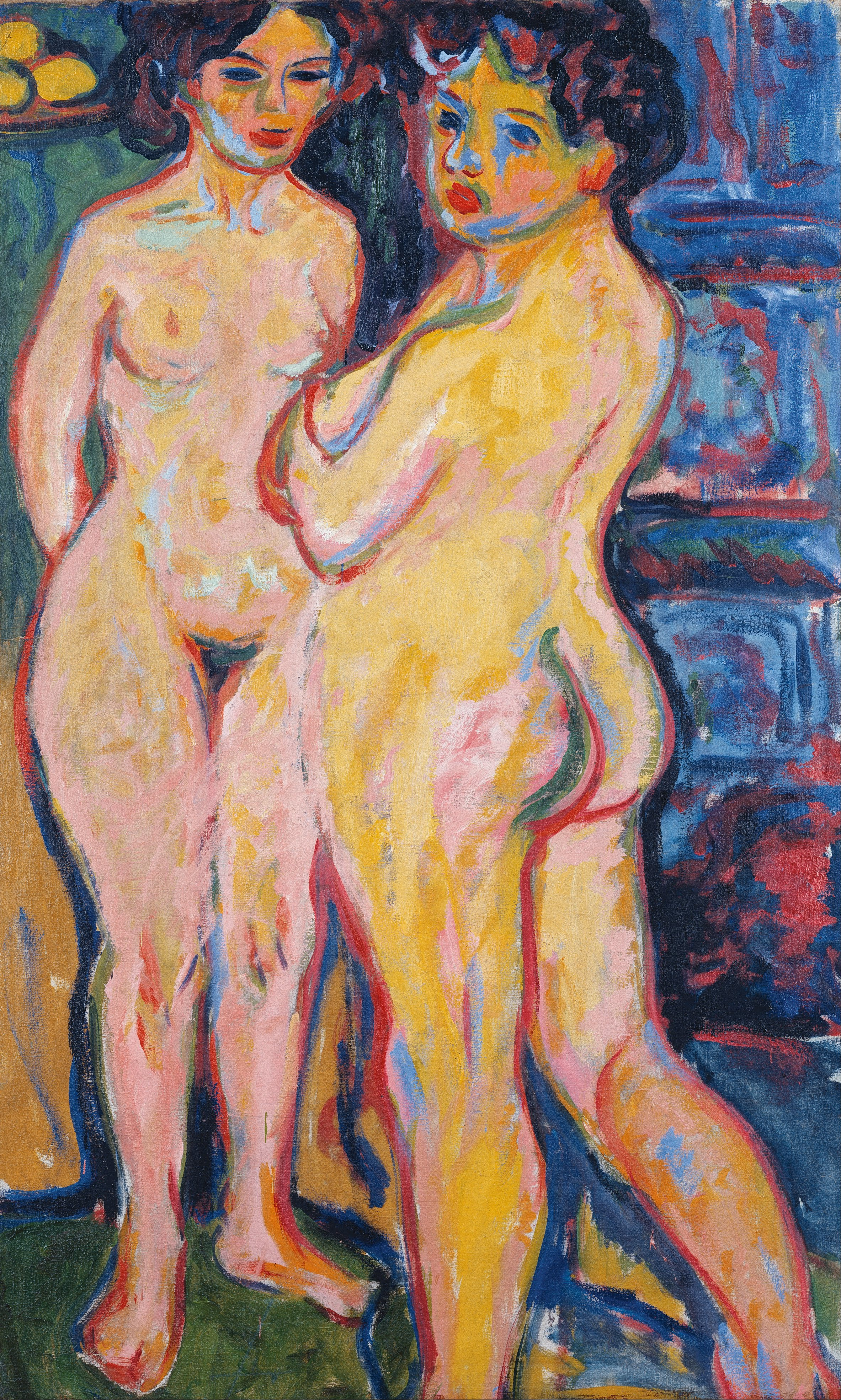
Ernst Ludwig Kirchner, Nagie kobiety stojące przy piecu, 1908
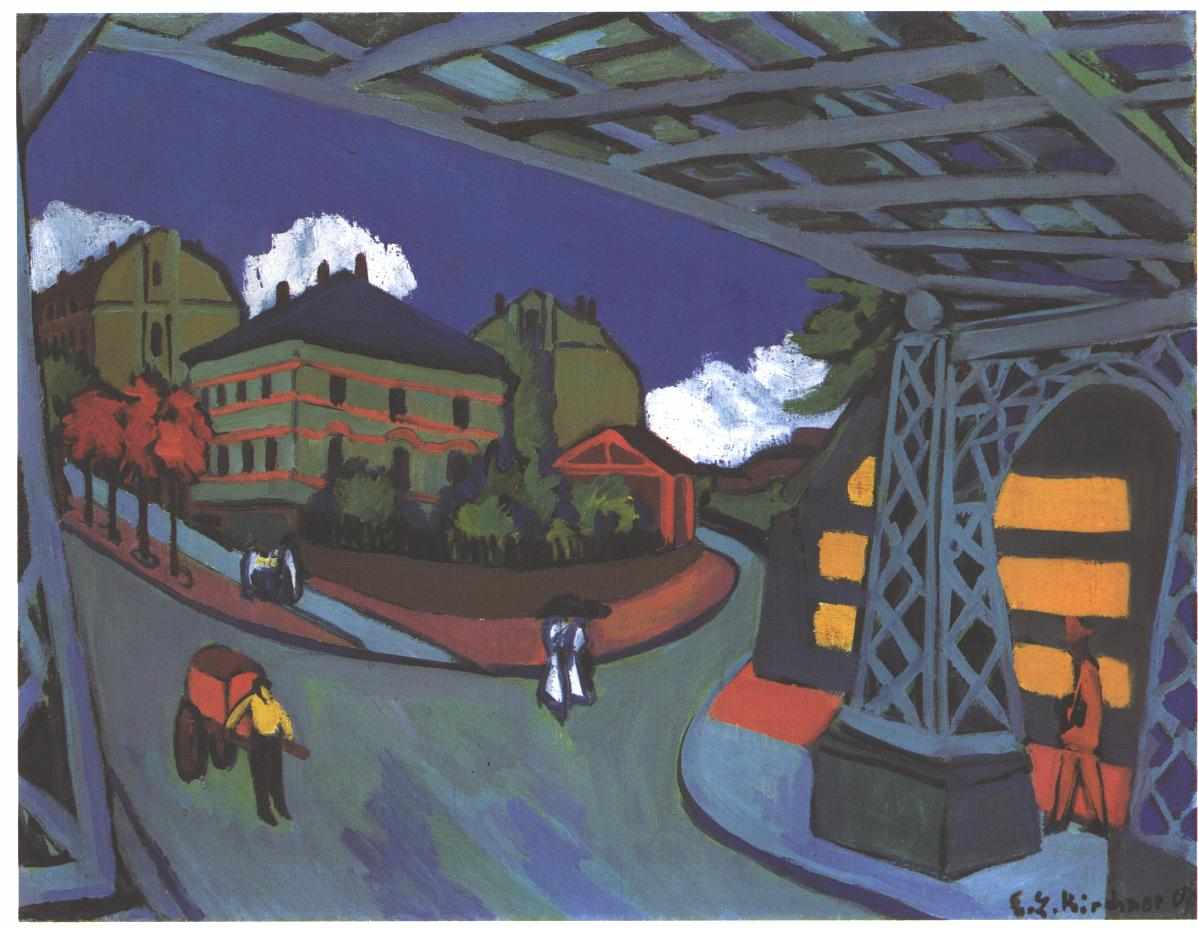
Ernst Ludwig Kirchner, Löbtauer Straße w Dreźnie pod wiaduktem kolejowym, 1910–1926
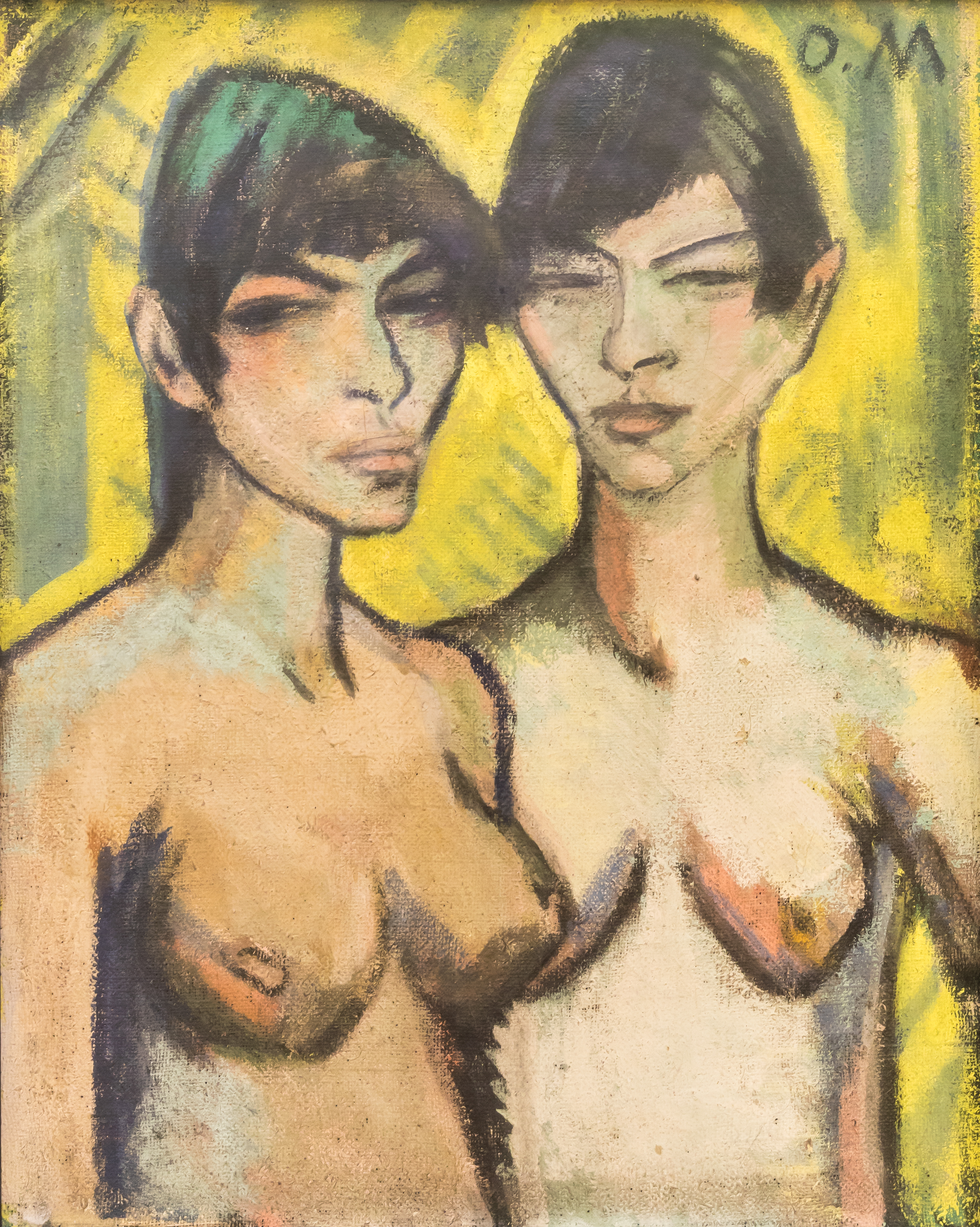
Otto Mueller, Dwa półakty